# Irish League 1990-1991
L'Irish League 1990-1991 è stata la 90ª edizione della prima divisione del campionato nordirlandese di calcio.
Il campionato era formato da sedici squadre e il Portadown vinse il titolo. Non vi furono retrocessioni.

## Classifica finale
| Pos. | Squadra             | G  | V  | N  | P  | GF | GS | Punti |
| ---- | ------------------- | -- | -- | -- | -- | -- | -- | ----- |
| 1    | Portadown           | 30 | 22 | 5  | 3  | 61 | 22 | 71    |
| 2    | Bangor              | 30 | 19 | 4  | 7  | 52 | 29 | 61    |
| 3    | Glentoran           | 30 | 18 | 6  | 6  | 50 | 32 | 60    |
| 4    | Glenavon            | 30 | 17 | 6  | 7  | 63 | 38 | 57    |
| 5    | Newry Town          | 30 | 15 | 5  | 10 | 50 | 42 | 50    |
| 6    | Cliftonville        | 30 | 14 | 7  | 9  | 59 | 41 | 49    |
| 7    | Linfield            | 30 | 12 | 10 | 8  | 40 | 34 | 46    |
| 8    | Ballymena United    | 30 | 12 | 8  | 10 | 49 | 46 | 44    |
| 9    | Ards                | 30 | 12 | 7  | 11 | 47 | 40 | 43    |
| 10   | Crusaders           | 30 | 11 | 9  | 10 | 53 | 46 | 42    |
| 11   | Distillery          | 30 | 10 | 5  | 15 | 47 | 57 | 35    |
| 12   | Omagh Town          | 30 | 10 | 4  | 16 | 48 | 66 | 34    |
| 13   | Larne               | 30 | 8  | 6  | 16 | 41 | 59 | 30    |
| 14   | Ballyclare Comrades | 30 | 5  | 6  | 19 | 33 | 68 | 21    |
| 15   | Carrick Rangers     | 30 | 4  | 5  | 21 | 30 | 58 | 17    |
| 16   | Coleraine           | 30 | 2  | 5  | 23 | 25 | 70 | 11    |

G = Partite giocate; V = Vittorie; N = Nulle/Pareggi; P = Perse; GF = Goal fatti; GS = Goal subiti; 